# Union de défense scandinave
 (signalé en juin 2025).
Si vous disposez d'ouvrages ou d'articles de référence ou si vous connaissez des sites web de qualité traitant du thème abordé ici, merci de compléter l'article en donnant les références utiles à sa vérifiabilité et en les liant à la section « Notes et références ».
- Archive Wikiwix
- Bing
- Cairn
- DuckDuckGo
- E. Universalis
- Gallica
- Google
- G. Books
- G. News
- G. Scholar
- Persée
- Qwant
- (zh) Baidu
- (ru) Yandex
- (wd) trouver des œuvres sur Wikidata

L’union de défense scandinave est la tentative avortée d’un accord de défense entre la Suède, la Norvège et le Danemark, à la suite de la Seconde Guerre mondiale. Le Danemark et la Norvège ayant été occupés par l’Allemagne, et la Suède ayant subi d’importantes répercussions économiques, les trois pays étaient tous de l’avis qu’une union de défense serait désormais de la plus haute importance pour éviter une répétition des catastrophes subies.

## La position de la Finlande
La Finlande, qui venait de connaître et de perdre sa deuxième guerre contre l’Union soviétique (guerre dite de continuation), entra dans une situation de dépendance vis-à-vis de son puissant voisin, au détriment de ses relations avec les pays scandinaves. Pour cette raison, le pays ne pouvait être associé à un quelconque projet de coopération militaire.

## L’échec du projet

### La Norvège et le Danemark rejoignent l’OTAN
L’union de défense scandinave prévoyait que les trois pays signataires conserveraient leur souveraineté, mais qu’ils parleraient d’une seule voix en matière d’affaires étrangères et de sécurité.
Le projet d’union fut discuté au sein d’un comité conjoint au cours de l’hiver 1948-1949, mais les tensions croissantes résultant de la guerre froide et la décision des États-Unis d'Amérique de créer l’OTAN entraînèrent son abandon : lorsqu’il devint évident que la future alliance occidentale ne serait pas en mesure de fournir à la Scandinavie un armement adéquat avant de répondre à ses propres besoins, la Norvège se retira du projet d’union de défense scandinave et rejoignit l’OTAN.
Le Danemark proposa alors une alliance bilatérale avec la Suède, mais cette dernière y voyait peu d’avantages, et la proposition fut abandonnée à son tour. Le Danemark, à la suite de la Norvège, s’invita donc à l’OTAN.

### La Suède opte pour la neutralité
La Suède, en revanche, choisit de ne pas rejoindre l'OTAN et de renouer avec sa tradition de neutralité, malgré d’importants débats dans l’opinion publique de l'époque. Elle choisit ensuite de signer un Partenariat pour la paix avec l'OTAN.

## L’alternative du Conseil nordique
Bien que moins ambitieux que la défunte union de défense scandinave, le Conseil nordique, institué en 1952, a remporté jusqu’à aujourd’hui d’importants succès dans le domaine de la coopération nordique.